# 6. pehotna divizija (ZDA)
Za druge 6. divizije glejte 6. divizija.
6. pehotna divizija (izvirno angleško 6th Infantry Division) je bila pehotna divizija Kopenske vojske ZDA.